# Sarinda cayennensis
Sarinda cayennensis là một loài nhện trong họ Salticidae.
Loài này thuộc chi Sarinda. Sarinda cayennensis được Władysław Taczanowski miêu tả năm 1871.